# 銀魂のすごろく
『銀魂のすごろく』（ぎんたまのすごろく）は、空知英秋の漫画『銀魂』を原作とするPlayStation Portable用ゲーム。2013年1月24日にバンダイナムコゲームスから発売。PVでは「ドタバタ人情SFすごろく」と言われていた。

## ストーリー
長谷川が万事屋に持ち込んだのは、流行りのバーチャルすごろく。坂田銀時たちはプレイした後、すごろくをやめようとするが、すごろく世界に閉じ込められてしまった。銀時たちは弟を探しているという新島七重や真選組、桂と脱出を目指す。

## ステージ
『銀魂のすごろく』には全8ステージが存在する。説明文、使用可能キャラはストーリーモードの時。
第一訓 ゲームは一日一時間!!では終わらない
いつまでたっても家賃を払わない銀時たちはお登勢に大切な物を預かられてしまった。30,000円持ってくれば返すとお登勢が言うので銀時たちはお金集めにでる。
クリア条件： 30,000円集めてスタートマスに戻る
エリア： 万事屋通り
使用可能キャラ： 坂田銀時
通称：マダオ篇
第二訓 ゲーム版銀魂　要約紅桜編
エリザベスが万事屋に来た。「桂が辻斬りに斬られたかもしれない」ということを言いに来たらしい。（エリザベスはプラカードで会話しているが。）辻斬りがなにか知っているかもしれないので万事屋たちは辻斬りを探しにいく。
クリア条件： 辻斬り（岡田似蔵）を倒す
エリア： 万事屋通り、港、鬼兵隊の船（外）、鬼兵隊の船（中）
使用可能キャラ： 坂田銀時、志村新八、神楽
通称： 紅桜篇
第三訓　もっさりブリーフを脱がさないで
真選組は松平にすごろくから戻らない将軍を連れ戻すことを依頼される。真選組の三人がすごろくの中に入るとそこには記憶喪失している将軍が。三人は将軍の記憶を取り戻すため、将軍をすごろくから帰すためにすごろくをプレイする。
クリア条件： 将軍の記憶を取り戻す
エリア： 真選組屯所前、かぶき町一番街、漁船
使用可能キャラ： 近藤勲、土方十四郎、沖田総悟
通称： 将軍篇
第四訓　あくまでオマージュです
スナックすまいるで銀時たちは坂本にある取引をもちかけられた。それは五枚集めるとスペシャルドリンクに交換してもらえるサービス券を集めてもってきたら金色のモテモテアイテムと交換するというものだった。銀時たちはモテモテアイテムを手に入れるため、爆弾で妨害しながらお妙のいる場所に移動しサービス券を集めていく。
クリア条件： サービス券を五枚集める
エリア： スナックすまいる
使用可能キャラ： 坂田銀時、近藤勲、桂小太郎
通称： 爆弾男篇
第五訓　人気投票なんて燃えてハイになれ
すごろくを始めると、なぜかキャラたちの恥ずかしい写真がバラまかれていた。みんなが一位になろうとし、あちこちで戦いがおきている。そして、ダイヤモンド・バキュームまでもが現れ!?
クリア条件：ダイヤモンド・バキュームを倒す（が、15ターンたつと終了する）
エリア： 万事屋通り、真選組屯所前、かぶき町一番街
使用可能キャラ： 坂田銀時、志村新八、神楽、近藤勲、土方十四郎、沖田総悟、桂小太郎
通称： 人気投票篇
第六訓　ストレートパーマに悪い奴はいない
コースに出たら、そこには金時が。かぶき町のみんながまた金時に洗脳されてしまっていたのだ。銀時は金時を倒すため、みんなの記憶を取り戻す。
クリア条件： 絆カードを集め金時を倒す
エリア： 万事屋通り、かぶき町一番街、吉原
使用可能キャラ： 坂田銀時
通称：金魂篇
第七訓　賽の河原と悪の華
銀時たちはやっと手に入れた6つ目のサイコロを六彦に奪われてしまった。銀時らはサイコロを取り戻すために、コースに逃げた六彦を追う。
クリア条件： 神威や高杉を倒したあと、六彦を6回捕まえる
エリア： 吉原、港、鬼兵隊の船（外）、鬼兵隊の船（中）、スナックすまいる
使用可能キャラ： 坂田銀時、志村新八、神楽、近藤勲、土方十四郎、沖田総悟、桂小太郎
通称：　悪党篇
第八訓　ゲームはみんなでやる方が楽しい
六彦がサイコロを奪ったのは夢枕を使わせないためだった。六彦がもう生きていないという現実を知った七重は夢枕を暴走させてしまう。銀時らはすごろくから出るため、そして七重を止めるため、夢枕を停止させる。
クリア条件： 絆カードを集め夢枕を止める
エリア： ロビー、万事屋通り
使用可能キャラ： 坂田銀時、志村新八、神楽、近藤勲、土方十四郎、沖田総悟、桂小太郎
通称： 暴走篇

## キャラ

### 操作キャラとその能力
体力、攻撃力はプレイ中に上がる。(プレイが終わると元に戻る。)引きはキャラポイントをためると上がる。
| キャラ     | タイプ | 体力 | 攻撃力 | 回避   | 引き      |
| ---------- | ------ | ---- | ------ | ------ | --------- |
| 坂田銀時   | 万能   | 30   | 4      | ○××××× | ★☆☆☆☆☆☆☆☆ |
| 志村新八   | 移動   | 18   | 1      | ○○×××× | ★☆☆☆☆☆☆☆☆ |
| 神楽       | 攻撃   | 25   | 6      | ○××××× | ★☆☆☆☆☆☆☆☆ |
| 近藤勲     | 移動   | 45   | 3      | ○××××× | ★☆☆☆☆☆☆☆☆ |
| 土方十四郎 | 万能   | 35   | 3      | ○××××× | ★☆☆☆☆☆☆☆☆ |
| 沖田総悟   | 妨害   | 25   | 4      | ○○×××× | ★☆☆☆☆☆☆☆☆ |
| 桂小太郎   | 妨害   | 30   | 3      | ○○×××× | ★☆☆☆☆☆☆☆☆ |

### 銀魂のすごろくオリジナルキャラ
新島七重
声 - 日笠陽子
万事屋が第二訓のあとで会った女性。入ってすぐにいなくなった弟・六彦を探している。重火器マニアで、銃や大砲に目がない。銃をいつも持ち歩いていて、ジョーという名前をつけて大事にしている長銃をぶっ放している。興奮したときはジョーと会話する。冷たい性格に見えるが、内面は真面目で天然ボケなところもある。第八訓では夢枕を暴走させた。モデルは新島八重。
新島六彦
声 - 梶裕貴
七重の弟。姉と瓜二つの容姿をしている。頭脳明晰な機械（からくり）マニアで、人を見下した喋り方をする。バーチャルすごろくの中で行方不明になっていたが、夢枕を春雨に作らされ、その後、夢枕をバーチャルすごろくのなかに隠し、春雨に殺された。すごろく内の六彦は予想外の動きを正常に戻すプログラムで、感情は七重の想像の六彦に沿っている。

### その他のキャラ
長谷川泰三
第一訓前後で登場。記憶から生み出された長谷川は妨害キャラとして登場する。万事屋にバーチャルすごろくを持ってきた。第一訓のあと万事屋と再会した。
お登勢
第一訓で登場。銀時らの大切なものを預かった。
岡田似蔵
第二訓で登場。彼を倒すことが第二訓のクリア条件になっている。
徳川茂々
第三訓で登場。彼の記憶を取り戻すことが第三訓のクリア条件。
松平片栗虎
第三訓で登場。
志村妙
第四訓で登場。
坂本辰馬
第四訓で登場。
山崎退
第五訓で登場。
猿飛あやめ、柳生九兵衛、月詠
第五訓で登場。
たま
第六訓で登場。
坂田金時
第六訓で登場。
平賀源外
第六訓で登場。
神威
第七訓で登場。
阿伏兎
第七訓で登場。
高杉晋助
第七訓で登場。
来島また子、武市変平太、河上万斉
第七訓で登場。

## すごろく内容

### マス
スタートマス　
開始時はここからスタートする。複数個あるステージもある。通過すると体力を回復し、お金を獲得する。
プラスマス
青いマス。止まると回復やお金獲得などの幸運イベントが起こる。
マイナスマス
赤いマス。止まるとお金を失うなどの不幸イベントが起こる。
無印マス
特別な効果は無いマス。
バトルマス
剣が描かれたマス。止まるとバトルが発生する。ステージによってはバトル以外の効果もある。
危険マス
ドクロが描かれたマス。止まるとライバルを巻き込むアクシデントが起こる。
カードショップマス
カードが描かれたマス。サイコロで出た目のカードを購入することができる。
強化ショップマス
金槌が描かれたマス。手持ちのカードを強化することができる。
回復マス
ハートが描かれたマス。体力が0になることだけで行くことができる。止まっている間は周りの影響をうけず、サイコロを振って回復することができる。また、体力が1以上の場合、好きな時に出ることができる。体力が完全に回復すると強制的にマスから出される。
鉄子の刀鍛冶マス
第二訓にある。止まると「護る剣」カードを貰える。
攘夷志士援軍マス
第二訓にある。「志」の文字が描かれている。攘夷志士の援軍が到着し、プラスマスが増える。
浪費マス
第三訓にある。割れた小判が描かれている。お金を大量に使うイベントが発生する。